# Tế bào nội mô

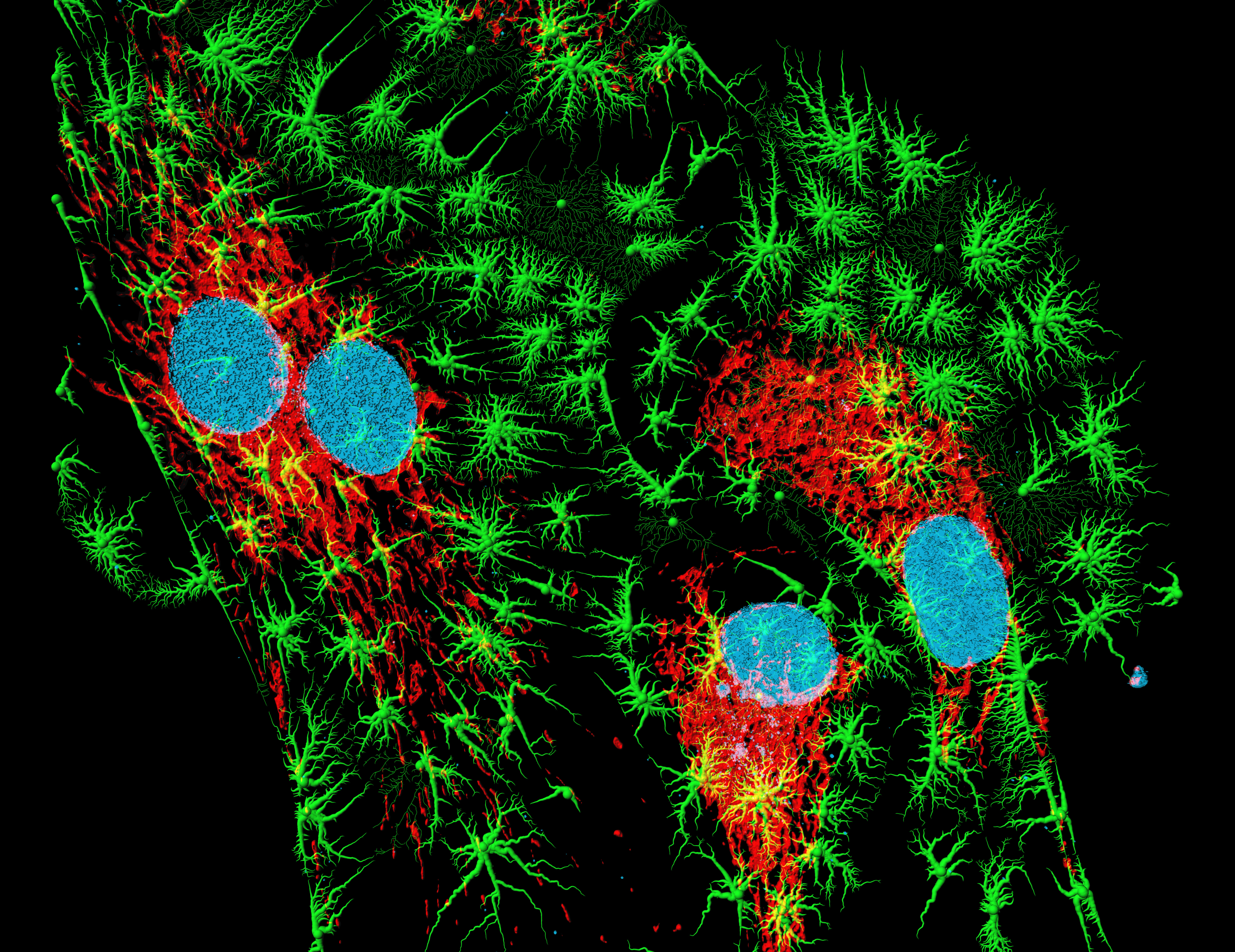
Tế bào nội mô trong động mạch phổi bò

Tế bào nội mô (tiếng Anh: endothelial cell) có nguồn gốc từ lớp trung bì phôi. Các tế bào này lót mặt trong của tất cả các mạch máu trong cơ thể và tạo nên một lớp màng ngăn chống đông máu. Bên cạnh chức năng là một màng thấm chọn lọc, tế bào nội mô mạch máu có thể được coi là tế bào đa chức năng độc đáo có vai trò nội tiết cực kỳ quan trọng trong điều kiện sinh lý cũng như trong điều kiện bệnh lý. Tế bào nội mô phản ứng với các kích thích hóa học cũng như vật lý trong hệ tuần hoàn và điều hòa hằng định nội môi (homeostasis), trương lực mạch máu và các đáp ứng miễn dịch cũng như đáp ứng viêm. Ngoài ra tế bào nội mô còn có vai trò cực kỳ quan trọng trong các quá trình tạo mạch (angiogenesis). Ngày nay, nội mô (endothelium) không chỉ được xem là một cơ quan có chức năng vật lý đơn thuần mà là một cơ quan có chức năng cận tiết (paracrine) và nội tiết (endocrine) khổng lồ tham gia vào rất nhiều các quá trình khác nhau trong cơ thể như miễn dịch, đông máu, phát triển, điều hòa lưu lượng máu... Nội mô (endothelium) chứa từ 1–6×1013 tế bào nội mô và có trọng lượng vào khoảng 1 kg.
Tổn thương tế bào nội mô, hoạt hóa hoặc rối loạn chức năng, là đặc trưng chính trong các tình trạng bệnh lý như xơ cứng mạch máu (atherosclerosis), mất chức năng thấm chọn lọc, huyết khối (thrombosis) và đặc biệt là trong sinh lý bệnh của hội chứng rối loạn chức năng đa cơ quan (Multiple Organ Dysfunction Syndrome, MODS) trong nhiễm trùng huyết và hội chứng đáp ứng viêm hệ thống (Systemic Inflammatory Response Syndrome, SIRS).